# Brahmaea hearseyi
Brahmaea hearseyi  este o specie de molie din familia Brahmaeidae. Poate fi întâlnită în Asia de sud-est.

## Descriere
Anvergura poate atinge până la 200 mm.
Larvele se hrănesc cu specii de plante din genul Ligustrum.

## Taxonomie
În trecut se credea că Brahmaea celebica era o subspecie a speciei Brahmaea hearseyi.